# Маяк Хантингтон-Харбор
Маяк Хантингтон-Харбор (англ. Huntington Harbor Light), также известный как Маяк Ллойд-Харбор (англ. Lloyd Harbor Lighthouse), — маяк, расположенный в заливе Хантингтон-Бей недалеко от одноимённого города, округ Саффолк, штат Нью-Йорк, США. Построен в 1857 году. Автоматизирован в 1949 году.

## История
Залив Ллойд-Харбор с начала XIX века был популярной якорной стоянкой для кораблей, идущих вдоль острова Лонг-Айленд. Маяк Итонс-Нек обозначает проход в залив Хантингтон-Бей, однако проход дальше в залив Ллойд-Харбор все ещё был небезопасным из-за отмелей. 3 августа 1854 года Конгресс США выделил 4 000$ на строительство маяка на входе в залив Ллойд-Харбор. Строительство было закончено в 1857 году. Маяк представлял собой двухэтажный деревянный дом, построенный на кирпичном фундаменте, примыкающем к квадратной кирпичной башне маяка, в которой была установлена линза Френеля. В ноябре 1870 года маяк был сильно повреждён штормом, после чего был отремонтирован и укреплён. Но к 1900-м годам он пришёл в достаточно ветхое состояние, и 4 марта 1907 года Конгресс выделил 40 000$, однако из-за споров о месте его строительства контракт на сооружения маяка был подписан только в 1910 году. 16 июня 1912 года работы были завершены. Новый маяк представлял собой квадратную башню примыкающую к одноэтажному прямоугольному дому смотрителя, оба строения были выполнены из цемента. Стиль постройки описывали как смесь стилей ар-деко и бозар, по форме она напоминала небольшой замок. В 1949 году Береговая охрана США автоматизировала маяк. К 1983 году маяк пришел в настолько плохое состояние, что обсуждались планы его сноса. Однако усилиями волонтёров маяк был восстановлен в 2003 году, и в 2018 году был открыт для посещения в качестве музея.
В 1989 году он был включен в Национальный реестр исторических мест.